# Simon III van Lippe
Simon III (Onbekend – Brake, 1410) was heer van Lippe van 1360 tot 1410. Hij was een zoon van Otto van Lippe en Irmgard van der Mark. Hij volgde zijn vader op in het gebied aan deze zijde van het woud, het gebied rond de stad Lemgo.

## Regering
In 1364 stierf zijn oom Bernhard V, die na de deling van Lippe in 1344 regeerde aan gene zijde van het woud, met de steden Rheda en Lipperode. Simon hoopte op grond van het familieverdrag van 1344 het gebied van zijn oom aan zijn territorium toe te kunnen voegen. Dit werd echter betwist door zijn neef Otto van Tecklenburg, die gehuwd was met een dochter van Bernhard V. Een jarenlange strijd was het gevolg, die pas in 1401 beslecht werd. Het graafschap Tecklenburg (inmiddels bestuurd door Otto’s zoon Nicolaas II) verkreeg Rheda, terwijl Lipperode onder gezamenlijke heerschappij kwam van Simon (en zijn nakomelingen) en de graaf van Mark (en hun rechtmatige opvolgers).
Simon III nam ook maatregelen tegen verdere delingen van de heerlijkheid. Op 27 december 1368 sloot hij met vertegenwoordigers van de steden Horn, Detmold en Blomberg en de kasteelheren ’s lands burchten het Pactum Unionis. Dit verdrag hield in dat zij in het vervolg de erfgenaam die de steun had van de twee belangrijkste steden van de heerlijkheid, Lippstadt en Lemgo, zouden erkennen als landsheer.

## Huwelijk en kinderen
Simon huwde rond 1 september 1362 met Irmgard van Hoya (overleden na 25 september 1422), dochter van graaf Johan II van Hoya. Uit dit huwelijk werden zeven kinderen geboren:
- Bernhard (circa 1366 – 1415), heer van Lippe 1410-1415
- Hedwig (overleden circa 1419); getrouwd met graaf Koenraad van Wernigerode (overleden 1407)
- Catharina (overleden na 3 februari 1425); getrouwd met (circa 1393) Ulrich van Regenstein (overleden 1410)
- Elisabeth (overleden circa 1376)
- Jutta, geestelijke
- Margaretha, geestelijke
- Irmgard (overleden 1410); getrouwd met graaf Maurits van Spiegelberg (overleden 1434)